# Jules Delpit
Pour les articles homonymes, voir Delpit.
Jules Delpit, né le 16 avril 1808 à Bordeaux et mort le 25 mars 1892 à Izon, est un historien et collectionneur français.
Connu pour son implication dans de nombreuses sociétés savantes, Delpit est le fondateur de la Société des Archives historiques de la Gironde, le cofondateur de la Commission de publication des Archives municipales de Bordeaux et le cofondateur de la Société des bibliophiles de Guyenne. Il a été un membre actif de l'Académie nationale des sciences, belles-lettres et arts de Bordeaux, de la Société Archéologique de Bordeaux, de la Société philomatique de Bordeaux et de la Commission des monuments historiques de la Gironde.

## Biographie

### Contexte familial
Jules Delpit est le fils de Marie-Françoise Hélène Bensse et de Jean André Delpit, homme de loi et homme politique, qui fut avocat (de 1789 à 1793, mis hors la loi à la suite de la révolte que provoqua à Bordeaux le coup d’État du 31 mai 1793), administrateur du département de la Dordogne, membre du Conseil municipal (nommé en 1807), auditeur du Conseil d’État et sous-préfet par intérim (en 1811), conseiller à la Cour de Bordeaux (par la suite, lors de la réorganisation des cours impériales), président de la Chambre de la Cour de Bordeaux, administrateur de l'hospice des sourds-muets de Bordeaux, conseiller à la Cour de cassation (le 5 novembre 1826). Chevalier (en 1821) puis officier (en 1825) de la Légion d'honneur. À sa mort, en 1834 à Paris, son fils hérite de sa fortune,.
Jules Delpit est issu d’une famille d'érudits. Son cousin germain, Martial Delpit,, médiéviste, est l'auteur d'une Notice historique sur l’École des Chartes (1840). L'artiste bordelais Léo Drouyn est également son cousin par alliance,.

### Formation
Jules Delpit est d'abord élève du Collège royal de Bordeaux. Il valide ensuite une licence à l'École de droit de Paris, dont il sort en 1830, âgé de 22 ans. Il poursuit ses études à l’École des chartes, où il apprend la paléographie. En 1834, Delpit suit le cours de Benjamin Guérard en tant qu'« élève libre » et est ainsi pris de passion pour les choses du passé : c'est alors qu'il commence à étudier dans différents dépôts publics. Pendant ses études de paléographie, il se rend régulièrement à Bordeaux,. Dès lors, il se voit confier de nombreux travaux de recherche. Il compose avec son cousin Martial la Notice d'un manuscrit de la bibliothèque de Wolfentbüttel (1841), travail sur les provinces méridionales aux XIIe et XIIIe siècles qui sera couronné par l'Académie des Inscriptions et Belles-Lettres. À cette même époque, Delpit est élève de d'Ansiaux, peintre d'Histoire et de portraits à Paris. Il développe ainsi des compétences en peinture et en sculpture,.

### Mission de repérage des archives en Angleterre
Le XIXe siècle est l'époque des travaux historiques, commandités par le ministre de l'Instruction publique, Villemain. En 1842, une lettre envoyée à Villemain recommande Delpit comme missionnaire d'une vaste entreprise : la publication de la Collection des monuments de l’histoire du Tiers-État. Au printemps de 1842, il s'agit pour Delpit de se rendre à Londres pour rédiger le catalogue des actes relatifs à l'histoire de France situés en Angleterre, concernant notamment l'histoire du Tiers-État et les relations politiques et commerciales entre ces deux pays. Il reprend alors le travail de Bréquigny, qui avait été missionné avant lui et était revenu en France en 1767. Delpit reçoit ses instructions d'Augustin Thierry, qui lui confie le dépouillement des Archives de la Guildhall ainsi que l'exploration des divers dépôts littéraires londoniens. Lorsqu'il trouve des documents liés à l'Histoire de France, il est tenu d'en transmettre les références à Augustin Thierry,. Celui-ci vérifie alors l'existence ou non d'exemplaires correspondants en France : si la France n'en possède pas, il revient à Delpit d'adresser à son commanditaire une copie desdites sources. Delpit effectue ainsi un travail de localisation des sources archivistiques visant à faciliter les études de futurs chercheurs, ce qui fait dire à Charles Marionneau que « Delpit fut un des premiers défricheurs de ces annales intimes où la vie réelle des temps anciens nous est présentée sous un aspect complet, qui nous permet de suivre et d’étudier dans tous les rangs l’esprit et le mouvement de la société française ».
La mission de Delpit est toutefois semée d'embûches. Son travail est remis en cause par certains chercheurs,, et, en 1843, une fois Delpit provisoirement rentré en France, Villemain finit par s'interroger sur la pertinence de le renvoyer en Angleterre. Toutefois, Augustin Thierry, qui accorde un fort crédit à Delpit et a besoin des résultats de ses recherches, tente de le convaincre de maintenir Delpit dans ses fonctions. Cette tentative n'empêche néanmoins pas le ministre de l'Instruction publique de refuser le départ pour Londres, en raison du caractère trop vague du projet. Enfin, en juillet 1843, Villemain change d'avis et permet à Delpit de poursuivre son catalogue en regagnant la capitale britannique.
Lorsque Delpit achève sa mission, fin 1843, il adresse son rapport au ministre de l'Instruction publique, qui lui retourne une appréciation très enthousiaste. Toutefois, ledit rapport doit être analysé par deux commissaires, qui eux prononcent un avis défavorable. Delpit décide alors de publier un ouvrage à ses frais, la Collection générale des documents français qui se trouvent en Angleterre (1847), dans l'introduction duquel il exprime son indignation : « Vous nous privez volontairement de l’histoire de nos aïeux et des enseignements du passé. Que coûterait donc l’emploi permanent à Londres de deux ou trois de ces élèves de l’École des Chartes qu’on a leurrés jusqu’ici d’espérances qui ne se réalisent jamais ? Ne pourrait-on pas consacrer chaque année à l’impression d’un ou deux volumes de ces documents historiques une faible portion de l’argent qu’on emploie à publier les statistiques de nos étables et de nos basses-cours ? Nous tenons registre de la généalogie de nos chevaux, et nous ne voulons pas faire imprimer les titres de nos ancêtres ! ». Delpit s'engage donc pour la recherche malgré l'absence de financement, dans un désintéressement souvent rapporté par ses biographes. Selon Charles Marionneau, il avait pour habitude d'affirmer à ces proches : « À mes yeux le mérite porte sa récompense en lui-même ».

### Retour en Guyenne et recherche locale
Désillusionné, Delpit regagne la Guyenne, gagnant en indépendance mais menant une vie plus modeste. « Ce qui caractérise la longue et laborieuse vie de Jules Delpit, c’est son grand amour pour les études historiques et particulièrement celles relatives à son pays de naissance. » Effectivement, une fois retourné en ses terres, Delpit s'investit dans la recherche locale. En 1848, il devient membre de l'Académie de Bordeaux, dont il est élu secrétaire adjoint en 1849. Il en démissionne en 1865, à la suite du refus de l'Académie d'admettre Rosa Bonheur, une peintre décorée de la Légion d'honneur, comme membre honoraire.

En 1858, il fonde la Société des Archives historiques de la Gironde, dont il devient le secrétaire général. En 1865, il est l'un des fondateurs de la Commission de publication des Archives municipales de Bordeaux. En 1866, il participe à la fondation de la Société des bibliophiles de Guyenne, dont il est le président à plusieurs reprises. Il est aussi membre de la Société Archéologique de Bordeaux, de la Société philomatique, ainsi que de la Commission des monuments historiques de la Gironde. Par ailleurs, il est président de la Société Archéologique de Bordeaux en 1974. Cette dévotion à la Gironde, Philippe Tamizey de Larroque la souligne encore en ces termes : 

« Constatons que J. Delpit, en ses études, resta toujours fidèle (Qualis ab inceptu…) à la province dont Bordeaux est la métropole. Jamais il n’est sorti du cercle au milieu duquel tout d’abord il s’était placé, je devrais dire enraciné. À moi, il reprochait amicalement d’être un volage, de courtiser la brune et la blonde, la Provence comme l’Aquitaine, la Saintonge comme l’Ile-de-France, etc. ; il s’amusait à me comparer à un gigantesque papillon s’ébattant sur toutes les fleurs et les saccageant toutes. »

En Gironde, Delpit demeure à Izon, dans sa maison appelée Campagnard, aux côtés de sa mère, de sa compagne Emma, et de sa fille Madeleine. Il y vit de l'exploitation du domaine viticole d'Izon, géré par sa femme,. Delpit dessine lui-même le plan de cette maison, et aménage une grande galerie au rez-de-chaussée pour recevoir ses collections de peinture et de sculpture ainsi qu'une bibliothèque au premier étage. Il y regroupe beaucoup de documents, dans le projet de « provoquer la publication de nombreux manuscrits inédits qui serviront de preuves de l’histoire de Bordeaux et du département de la Gironde… ». Sa bibliothèque, regroupant 40 000 pièces du XIIIe au XIXe siècle, est mise à la disposition de tous.

## Regards sur l’œuvre
La grande œuvre de la vie de Delpit demeure le Catalogue des manuscrits de la bibliothèque municipale de Bordeaux. Commencé en 1844, ce n'est qu'en 1880 qu'il est achevé, en raison de nombreux ajournements et de lenteurs d'impression : c'est à 72 ans que l'auteur peut enfin adresser le premier volume à Albert Branderburg, le maire de Bordeaux. Delpit a aussi participé à l'élaboration du Livre des Bouillons, dans l'édition de 1867.
Ainsi, Delpit a apporté une contribution importante à l'histoire de Bordeaux et de sa province. Charles Marionneau le considère même comme « le véritable père de l’histoire de Guyenne ». Lors de ses funérailles, Francisque Habasque (eu), au nom de la Société des Archives historiques de la Gironde, résume son impact déterminant sur la recherche historique en ces termes : « Poussé par l’amour désintéressé de la science, entraîné dans le grand courant de rénovation historique qui a marqué notre siècle, il eut une idée plus hardie qu’elle ne semble et qu’il formulait ainsi : mettre à même les historiens de la Gironde d’étudier son histoire avant de l’écrire. Jusqu’à lui, nos annalistes, en face de documents innombrables disséminés aux contrées les plus diverses en de multiples dépôts, ne pouvaient, en effet, songer à entreprendre, isolés, un impossible travail de dépouillement. Ils en étaient réduits à se répéter les uns les autres. Et cependant le temps marchait, détruisant chaque jour, en son inexorable course, la trace écrite de quelqu’un de ces faits, de quelqu’une de ces coutumes dont la connaissance comparée constitue le trésor de l’expérience humaine ».

## La collection de Delpit

### Description de la collection
Delpit a principalement collectionné des ouvrages manuscrits ou imprimés et des papiers divers. Il archivait également les articles qu'il publiait : à sa mort, la Société des Archives historiques de la Gironde retrouve dans sa bibliothèque quinze volumes in-folio désignés sous le nom de Ramassis, regroupant des articles de sa plume. Au fil de ses acquisitions diverses, Delpit s'est même trouvé en possession de seize parchemins volés dans les archives du château de la Brède, et a écrit à M. de Montesquieu pour les lui rendre.
Delpit était également collectionneur de gravures, estampes et dessins. Il en a dressé un catalogue, appartenant aux archives familiales d'Izon. Il a également proposé un classement pour ses gravures, aujourd'hui conservé aux Archives Bordeaux Métropole,.
À plus humble mesure, Delpit possédait aussi des sculptures, dont plusieurs bustes en terre cuite ou en plâtre et des moulages divers, ainsi qu'un cabinet de médailles accompagné de petites fiches descriptives de sa main. Il constitua enfin plusieurs petites collections : des vignettes, des étiquettes de cognac, des passeports, des sceaux, des cachets de poste, ou encore des faire-part.

### Mode d'accroissement
Le mode d'accroissement principal de ses collections était les ventes aux enchères. La plus importante fut celle de Pierre Lacour, du 24 mai au 9 juin 1859. Les quittances conservées à Izon indiquent que celui-ci a alors acquis environ 900 gravures, 210 lithographies, 375 études, dessins et esquisses, 35 plaques de cuivre, 44 albums et livres (dont des lots), 24 sculptures (dont des lots), et 47 toiles, le tout pour un total de 1 188 francs.
Delpit a assisté à d'autres ventes aux enchères, dont celles de M. Grossard, en avril 1865 (il y a acquis L'Enlèvement des Sabines peint par Taillasson pour 270 francs), de M. Forestier à Paris (il y a acheté 220 gravures), de Le Ver (où il avait déposé l'ordre de vente), et une vente bordelaise dirigée par maître Barinco le 13 janvier 1870 (il s'y est procuré médailles, livres, dessins et portraits, pour 150,10 francs).

### Destination de la collection après la mort de Delpit
À sa mort, la Ville de Bordeaux acquiert la quasi-totalité des collections, pour la Bibliothèque et les Archives municipales. Le reste est en partie vendu aux enchères et en partie conservé dans la famille.
En mars 1893, madame Delpit fait savoir à l'Administration qu'elle s'apprête à vendre la collection de son défunt mari. Le 25, une première commission, composée de Raymond Céleste (conservateur de la bibliothèque), Henri-Auguste Barckhausen (personnalité politique membre de plusieurs sociétés savantes), et Reinhold Dezeimeris (conservateur de la bibliothèque jusqu'en 1890), se rend à Izon pour l'examiner. Cependant, la veuve entend dans un premier temps céder la collection d'un seul bloc : le prix étant trop élevé et certains livres étant déjà en possession de la bibliothèque, la commission décide de ne rien acquérir pour l'instant. Un an plus tard, la veuve, ayant compris qu'elle ne trouverait pas d'acquéreur pour la totalité de la collection, accepte de séparer la partie intéressant Bordeaux. En mars 1894, une seconde commission, composée de Raymond Céleste, Jean-Auguste Brutails (archiviste départemental de la Gironde) et Pierre Ariste Ducaunnès-Duval (archiviste de la Ville de Bordeaux) se rend à Izon. Elle constitue quatre lots estimés à 25 000 francs. Le 19 juin 1894, le Conseil municipal décide de se porter acquéreur de la collection Delpit. Le 19 décembre 1894, les documents entrent au registre d'inventaire de la bibliothèque.
Dans un premier temps, l'ensemble du fonds est stocké à la bibliothèque. En 1927, les Archives municipales récupèrent une partie de la collection. Aujourd'hui, la bibliothèque conserve des documents principalement locaux, mais pas uniquement : des manuscrits sur des thèmes divers (littérature, médecine, architecture, peinture, jurisprudence, religion, etc.), des notes biographiques et historiques de la main de Delpit, plus de 13 000 estampes, des lettres manuscrites et papiers de personnalités du XVe au XIXe siècle, plus de 2 380 brochures de la période révolutionnaire, plusieurs livres imprimés, et d'autres petits ensembles. À noter qu'en dehors de cette acquisition majeure, Delpit a donné quelques documents à la bibliothèque et en a échangé d'autres avec elle, entre 1844 et 1864. Quant aux Archives Bordeaux Métropole, elles conservent des archives (papiers de famille, correspondance, etc.).
Après la vente à la Ville, il ne reste à Izon que les collections de peintures, sculptures, médailles et quelques gravures, ainsi qu'une bonne partie des livres de la bibliothèque et des journaux. En 1897, deux ventes aux enchères dispersent les pièces. Du 15 au 23 novembre, à Bordeaux, rue de Grassi, une vente des dessins, estampes, lithographies, portraits et vignettes est organisée sous la direction du commissaire-priseur maître Boudin,. Du 24 au 30 novembre, ce sont les livres anciens et modernes qui sont mis en vente,.
Après ces deux ventes, en février 1913, 53 livres de Montesquieu ou sur son œuvre, provenant de la collection Delpit, sont achetés par la bibliothèque. Au cours des générations suivantes, quelques objets d'art sont vendus et les autres restent dans la famille. Aujourd'hui « plusieurs centaines d'ouvrages » demeurent à Izon. De nos jours, les archives de Delpit demeurant dans la famille se trouvent à Izon et dans la maison où vécut sa fille unique, Madeleine Delpit,. En 1996, Catherine Delpit, descendante de Delpit au quatrième degré (son arrière-arrière-petite-fille), dresse un catalogue des collections privées de Delpit n'ayant pas été répertoriées,.

## Travaux
Ne sont listés ici que les travaux principaux de Jules Delpit, mais celui-ci a aussi publié beaucoup d'articles dans des revues savantes.
- Notice d'un manuscrit de la bibliothèque de Wolfenbuttel intitulé "Recognitiones feodorum" et où se trouvent des renseignements sur l'état des villes, des personnes et des propriétés en Guyenne et en Gascogne au XIIIe siècle, en collaboration avec Martial Delpit, Paris, Imprimerie Royale, 1841, 163 p. [lire en ligne]
- Notice historique sur la Famille de Bouglon, Paris, Bureau de la Revue historique de la Noblesse, 1841, 19 p. [présentation en ligne]
- Notes biographiques sur les Messieurs de Lamothe, Bordeaux, Balarac jeune, 1846, 23 p. [présentation en ligne]
- Collection générale des documents français qui se trouvent en Angleterre, t. 1, Archives de la mairie de Londres, du duché de Lancastre, de la bibliothèque des avocats et première partie de l'Échiquier, Paris, J.-B. Dumoulin, 1847, CCXLVII-350 p. [lire en ligne]
- Recherches biographiques et bibliographiques sur Gabriel de Taregua, médecin établi à Bordeaux vers l'an 1496, Bordeaux, H. Faye, 1848, 16 p. [lire en ligne dans les Actes de l'Académie des sciences, belles-lettres et arts de Bordeaux]
- Notes sur l'histoire du blason et des armoiries dans la province de Guyenne, Bordeaux, H. Faye, 1849, 19 p. [lire en ligne dans les Actes de l'Académie des sciences, belles-lettres et arts de Bordeaux]
- Un épisode de l'histoire de l'Académie des Beaux-Arts à Bordeaux, Bordeaux, Henry Faye, 1851 [lire en ligne dans les Actes de l'Académie des sciences, belles-lettres et arts de Bordeaux]
- Rapport sur les mémoires envoyés au concours de 1850, en réponse à cette question : "Quelles ont été les causes des révolutions que les beaux-arts ont subies depuis l'Antiquité jusqu'à nos jours, et quels sont les enseignements qu'il faut en tirer pour assurer l'avenir de l'art ?", Bordeaux, Gounouilhou, 1852, 27 p. [lire en ligne dans les Actes de l'Académie des sciences, belles-lettres et arts de Bordeaux]
- Catalogue des tableaux, statues, etc. du musée de Bordeaux, en collaboration avec Pierre Lacour, Bordeaux, Ve. N. Duviella, 1855, 267 p. [lire en ligne]
- Fragment de l'histoire des arts à Bordeaux, Bordeaux, G. Gounouilhou, 1855, 51 p. [lire en ligne dans les Actes de l'Académie des sciences, belles-lettres et arts de Bordeaux]
- Réponse d'un campagnard à un Parisien, ou Réfutation du livre de M. Veuillot sur "Le Droit du seigneur", Paris, J.-B. Dumoulin, 1857, 301 p. [lire en ligne]
- Éloge de Pierre Lacour, Bordeaux, G. Gounouilhou, 1862, 39 f. [lire en ligne dans les Actes de l'Académie des sciences, belles-lettres et arts de Bordeaux]
- Rapport sur deux frontons exécutés par MM. L. de Coeffard et Amédée Jouandot, au nom d'une commission composée de MM. de Lacolonge, Léo Drouyn et Jules Delpit, rapporteur, Bordeaux, Gounouilhou, 1865, 15 p. [lire en ligne dans les Actes de l'Académie des sciences, belles-lettres et arts de Bordeaux]
- Origines de l'imprimerie en Guyenne, Bordeaux, E. Forastie et fils, 1869, 112 p. (lire en ligne sur Gallica)
- Le Droit du seigneur, réplique d'un campagnard à un Parisien, ou Seconde réponse à M. Louis Veuillot, Bordeaux, G. Gounouilhou, 1873, p. 197-258. [lire en ligne]
- Le Prince ridicule, mazarinade inédite composée en 1650 et accompagnée de quelques notes, Bordeaux, J. Delmas, 1873, p. 197-216. [lire en ligne]
- Notice sur M. J. -L. Dessalles, ancien archiviste du département de la Dordogne, Périgueux, De Dupont, 1879, 7 p. [lire en ligne]
- Bibliothèque municipale de Bordeaux : catalogue des manuscrits, t.1, Bordeaux, J. Delmas, 1880, XXXIII-462 p. [lire en ligne]
- Un collectionneur bordelais, Barthélemy-Pierre Partarrieu, Bordeaux, Gounouilhou, 1881, 48 p. [lire en ligne]
- Un curé bordelais : recueil de mazarinades publiées sur Louis Bonnet, curé de Sainte-Eulalie de Bordeaux, réimprimées avec notes, Sauveterre, Jean Chollet, 1881, XXII-129 p. [lire en ligne]
- Souvenir du 12 mars 1883, Bordeaux, G. Gounouilhou, 1883, 33 p. [présentation en ligne]
- Jean Martial Delpit, notes biographiques et bibliographiques, Périgueux, Laporte, 1887 [lire en ligne]
- Le Fils de Montesquieu, Bordeaux, P. Chollet, 1888, 221 p. [lire en ligne]